# Shine We Are!
Shine We Are! è un EP della cantante sudcoreana BoA, pubblicato nel 2003.

## Tracce
1. B.I.O
2. Shine We Are!
3. 세상의 어디에서도 (One Way)
4. Discovery
5. Milky Way (Club Remix)
6. Flower
7. Searching for Truth
8. Beside You
9. 이별풍경 (Always)
10. Flying Without Wings (Westlife featuring BoA)